# Sindicato vertical
Het Sindicato vertical (Nederlands: 'Verticale Vakbond', formele naam Organización Sindical Española (of OSE), oftewel de 'Spaanse Vakbondsorganisatie') was de enige toegestane vakbond in Spanje tussen 1940 en 1976, onder het bewind van Francisco Franco. De socialistische en anarchistische vakbonden van voor die tijd, zoals UGT en CNT, werden in de clandestiniteit gedwongen.

## Organisatie
Het Sindicato vertical was een corporatistische koepelorganisatie van bonden die elk een economische sector besloegen. Deze bonden bestonden weer uit zogenaamde arbeidseenheden of -cellen, gebaseerd op lokale indelingen. Deze cellen werden nationaal syndicalistische centrales genoemd. Hoewel het nationaal-syndicalisme inderdaad een van de grondbeginselen was, verschilde een aantal basisprincipes van de verticale vakbonden hier toch aanzienlijk van, en dan met name in de relatie tussen arbeider en leidinggevende.
Specifiek voor de verticale vakbonden is dat iedereen, zowel zelfstandigen en werknemers als werkgevers, verplicht lid moesten worden van één en dezelfde organisatie, de OSE, die volledig onder controle van de regering stond. Er werd uitgegaan van absolute gelijkheid tussen alle leden, en dus ook tussen een werknemer en zijn werkgever. Staken was verboden omdat dat juist een verschil maakt tussen beide. Ook konden arbeiders in theorie hun leidinggevenden kiezen. In werkelijkheid werden deze benoemingen door de staat gedaan, die een zeer strikte controle op de vakbonden uitvoerde.
Uit dit gegeven komt voort dat de huidige Spaanse vakbonden zich 'klassebonden' noemen: zij verklaren zich expliciet vertegenwoordigers van de arbeidersklasse, in tegenstelling tot de OSE.
Andere gevolgen van de strenge staatscontrole waren een volledig gestuurde arbeidsmarkt en de afwezigheid van werkloosheidsuitkeringen. Onder invloed van het nationaalkatholicisme, de staatsgodsdienst van Franco was het aan getrouwde vrouwen verboden buitenshuis een bezoldigde baan aan te nemen.

## Geschiedenis
Bij wet werd in 1940 één enkele federatieve vakbond ingesteld, de Organisación Sindical Española of OSE, die onder controle van de Falange Española Tradicionalista y de las Juntas de Ofensiva Nacional Sindicalista (kortweg FET y de las JONS) stond, de enige politieke partij die onder Franco toegestaan was. Andere vakbonden werden verboden en alle werkenden van het land werden gedwongen lid te worden bij een van de aangesloten vakbonden. Pas 21 jaar later, in 1961, zou het eerste congres gehouden worden.
In de loop der tijd sprak men steeds meer over Sindicato vertical, hoewel OSE de officiële naam van deze organisatie bleef.
In deze context besloot begin jaren 60 van de twintigste eeuw de PCE, de toen nog illegale Spaanse communistische partij, een actieve politiek van infiltratie in de OSE te gaan voeren. Hoewel zij als verklaring hiervoor gaven de werkomstandigheden van de arbeiders te willen verbeteren, was het eigenlijke doel de val van het regime van binnenuit te bewerkstelligen. Op deze wijze zijn CC.OO. (Nederlands: arbeidscommissies) ontstaan, die voornamelijk uit communisten bestonden, maar ook vanuit andere bewegingen werd aan deze illegale vakbonden meegewerkt.
Tegen het einde van het regime verliest de OSE steeds meer aan invloed, en winnen de illegale vakbonden (onder anderen CC.OO., UGT, USO en CNT) aan macht. Bedrijven onderhandelen steeds vaker rechtstreeks met de illegale vakbonden en laten de OSE links liggen.
Na de dood van Franco wordt in 1976 het Sindicato vertical opgeheven, onder druk van de werknemers die een vrije en democratische vertegenwoordiging eisen. In 1977 worden de andere vakbonden gelegaliseerd.